# Tyga
Tyga (conosciuto anche come T-Raww), pseudonimo di Micheal Ray Stevenson (Compton, 19 novembre 1989), è un rapper, attore e personaggio televisivo statunitense.
Dopo diverse pubblicazioni indipendenti, Tyga ha firmato un contratto discografico con Young Money Entertainment, Cash Money Records e Republic Records nel 2008. Il suo debutto in etichetta Careless World: Rise of the Last King è stato pubblicato nel 2011 e includeva i singoli di successo Rack City, Faded con Lil Wayne, Far Away con Chris Richardson, Still Got It con Drake e Make It Nasty.
Dopo disaccordi con Young Money, il quarto album di Tyga, The Gold Album: 18th Dynasty è stato pubblicato in modo indipendente il 23 giugno 2015 e si è rivelato un flop, vendendo solo 5000 copie nella prima settimana.
Dopo un lungo periodo di scarse vendite e recensioni negative, il suo singolo di maggio 2018, Taste, con Offset, ha raggiunto il numero 8 nella Billboard Hot 100, essendo il suo primo singolo Top 40 dalla canzone Ayo con Chris Brown nel 2015. Quel singolo sarebbe poi servito come singolo principale per il suo settimo album Legendary, che è stato infine pubblicato nel 2019.

## Biografia

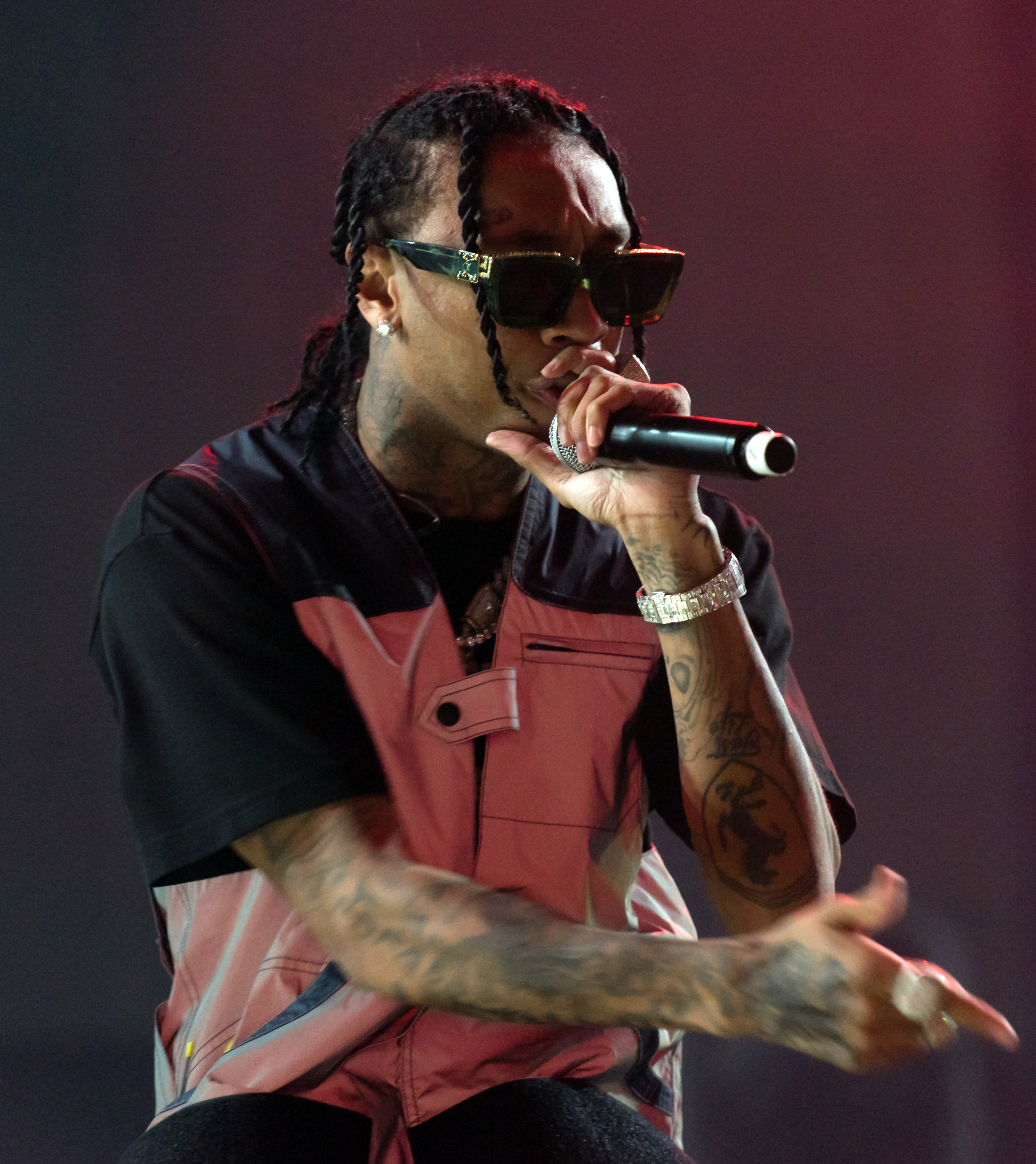
Tyga nel 2019.

Stevenson è nato a Compton, in California, nel 1989 da padre giamaicano e da madre vietnamita (il cognome da nubile di sua madre è appunto Nguyen), crescendovi fino all'età di 11-12 anni, quando si trasferì nella confinante Gardena. È cresciuto ascoltando Fabolous, Lil Wayne, Eminem e molti altri.
Il 3 dicembre 2012 s'è generato un certo dibattito sul suo effettivo retroterra culturale e socioeconomico. Tyga ha infatti affermato di essere stato allevato in quella che è l'area povera di Compton, ma nel filmato fatto trapelare per la serie TV Bustas, ha affermato di essere cresciuto nel ben più benestante ambiente della San Fernando Valley, dove i suoi genitori possedevano addirittura una Range Rover. Sempre a tal proposito, ha anche affermato d'aver tratto il suo soprannome (ufficialmente l'acronimo alla rovescia di Thank You God Always) dalla storpiatura del nome di Tiger Woods, col quale sua madre soleva chiamarlo affettuosamente.
Molti dunque ne hanno tratto la conclusione che Tyga si sia costruito una maschera studiata appositamente per la sua carriera di rapper, benché ci sia anche chi ha sostenuto che quelle dichiarazioni fossero state fatte con un intento satirico e che pertanto non dovrebbero venir considerate alla stregua d'una dichiarazione oggettiva e sincera.
In merito a tutta questa querelle, lo stesso rapper s'è poi espresso alquanto ironicamente con un suo tweet: «When u 14 an ambitious u don't give a fuk about anything. Scripted tv isn't that what we all live for. Hahahaha.» ("Quando hai quattordic'anni e sei ambizioso non te ne f***e di nulla. La TV dietro copione non è poi ciò per cui viviamo tutti. Ahahahah.")

### 2007-10:No Introductione primi Mixtapes
Tyga ha iniziato ad ottenere popolarità aprendo le esibizioni dei Fall Out Boy e dei Gym Class Heroes durante il Young Wild Things Tour nel 2007. Nello stesso anno, oltre ad aver firmato un contratto discografico con la Young Money Entertainment, pubblica il suo primo mixtape chiamato Young On Probation a cui collaborano Jay Rock, The Pack ed altri. Il suo singolo di debutto Coconut Juice viene pubblicato nel 2008 a cui segue il mixtape No Introduction The Series: April 10, pubblicato ad aprile. La seconda parte della serie, No Introduction the Series: May 10, viene pubblicata a maggio. Un suo brano presente nel mixtape, Diamond Life, viene inserito nella colonna sonora dei videogiochi Madden NFL 09 Need for Speed: Undercover e del film Fighting.
Nel 2010, Tyga inizia a collaborare con il suo amico Chris Brown e insieme realizzano anche un mixtape, chiamato Fan Of A Fan. Per promuovere il mixtape, è stato realizzato il videoclip di Deuces, in collaborazione con Kevin McCall. La canzone, raggiunse la posizione numero 14 nella classifica Billboard Hot 100 e la posizione numero 1 della Billboard Hot R&B/Hip-Hop Songs. Inoltre, il singolo, è stato anche nominato all'edizione numero 53 dei Grammy Awards come "migliore canzone rap".

### 2011-12:Careless World: Rise Of The Last King
Careless World: Rise Of The Last King è stato il suo secondo album in studio. L'album è stato pubblicato il 21 febbraio 2012 per le etichette Young Money Entertainment, Cash Money Records e Universal Republic. Il primo singolo ufficiale, Far Away, con Chris Richardson, è stato pubblicato il 17 maggio 2011 e ha raggiunto la posizione numero 86 nella classifica Billboard Hot 100. Il secondo singolo ufficiale, Still Got It, in collaborazione con Drake, è stato pubblicato il 4 ottobre 2011 e ha raggiunto la posizione numero 89 nella classifica Billboard Hot 100. Il terzo singolo ufficiale, Rack City, è stato pubblicato il 6 dicembre 2011. Il singolo, ha debuttato alla posizione numero 94 nella classifica Billboard Hot 100, e poco dopo, ha raggiunto la posizione numero 8. Il quarto singolo ufficiale, Faded, è stato pubblicato il 13 gennaio 2012 e vede la collaborazione di Lil Wayne. L'ultimo singolo, Do My Dance, in collaborazione con 2 Chainz, ha raggiunto la posizione numero 79 nella classifica Billboard Hot 100.

### 2012-13:Hotel California

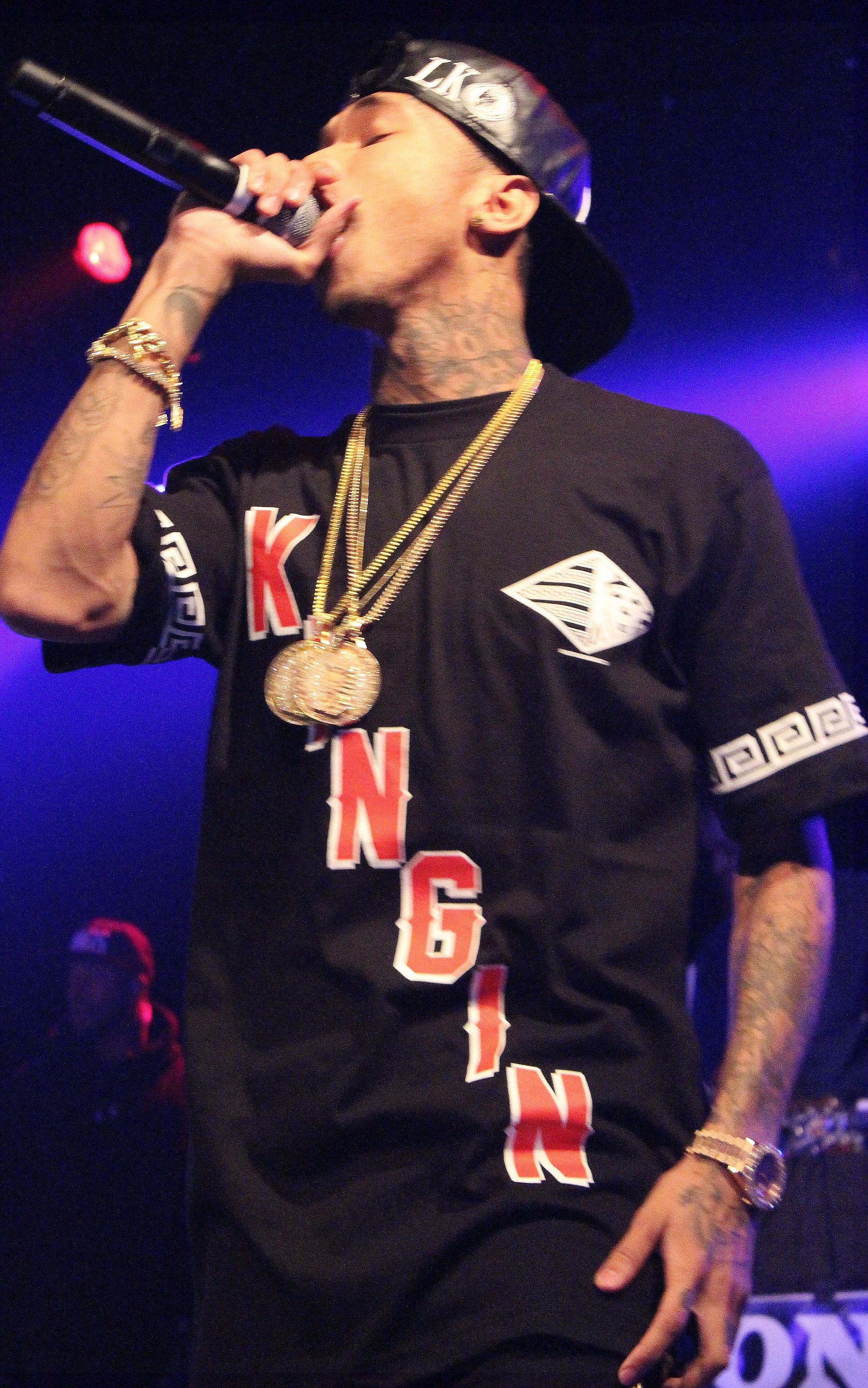
Tyga nel 2013

Il terzo album in studio di Tyga, Hotel California, è stato pubblicato il 9 aprile 2013. Il primo singolo, Dope, è stato pubblicato il 25 dicembre 2013 e vede la collaborazione di Rick Ross. Gli altri singoli ad essere estratti dall'album, sono stati For The Road con Chris Brown, Show You con Future e Molly con Wiz Khalifa e Mally Mall. L'album si è piazzato alla posizione numero 7 nella classifica US Billboard 200 e ha venduto 54 000 copie nella prima settimana negli Stati Uniti.

### 2013-2015:The Gold Album: 18th Dynasty e Fan Of A Fan: The Album
Il 27 agosto 2013, Tyga ha pubblicato un nuovo singolo con Mustard, chiamato Throw It Up. Il 21 ottobre 2013, in anteprima, Tyga ha pubblicato Wait For A Minute, nuovo singolo che vede la collaborazione del cantante pop canadese Justin Bieber. Tyga, ha poi confermato che il nuovo album sarebbe stato rilasciato nei primi mesi del 2014. Egli, ha anche spiegato che l'album sarebbe stato "molto meno commerciale rispetto ai precedenti". Il 9 aprile 2014, Tyga ha rilasciato il nuovo singolo, chiamato Hookah, in collaborazione con Young Thug. Il 28 maggio 2014, Tyga ha rilasciato una nuova canzone dal titolo "Real Deal" via SoundCloud. Real Deal è stato poi rilasciato anche su iTunes il 1º agosto 2014. Il 12 settembre 2014, Tyga ha annunciato tramite il suo profilo Instagram che a breve uscirà un nuovo singolo, chiamato 40 Mill. Il singolo, è uscito praticamente un mese dopo, il 14 ottobre 2014. Tyga, inizia ad avere però dei disaccordi con la sua etichetta Cash Money Records che continua a far tardare l'uscita dell'album e quindi Tyga decide di interrompere i rapporti lavorativi con l'etichetta. Il 23 giugno 2015, Tyga ha pubblicato l'album in streaming su Spotify e in seguito, anche su iTunes. Il 24 luglio 2015, è andato in onda il nuovo reality show di Tyga, chiamato Kingin' With Tyga, su MTV. Sempre nel 2015, Tyga ha realizzato un album con Chris Brown, chiamato Fan Of A Fan: The Album. I singoli estratti, sono stati Ayo e Bitches N Marijuana, quest'ultimo in collaborazione con SchoolBoy Q. Nel 2015 collabora con Kid Ink, YG, Wale e Rich Homie Quan in Ride Out per la colonna sonora del film Fast & Furious 7.

### 2016-17: Firma con GOOD Music eBitchImTheShit2
Il 7 settembre 2016, Kanye West ha annunciato di aver firmato con Tyga alla GOOD Music, sotto l'etichetta Def Jam Recordings.
Il 21 luglio 2017, Tyga ha pubblicato il suo quinto album in studio, BitchImTheShit2, sequel del suo mixtape del 2011 #BitchImTheShit. Il 17 luglio è stato annunciato che Tyga si unirà regolarmente nella terza stagione della serie televisiva di MTV Scream. Parteciperà nel ruolo di Jamal.

### 2018-presente:Kyoto,risorgimento commerciale eLegendary

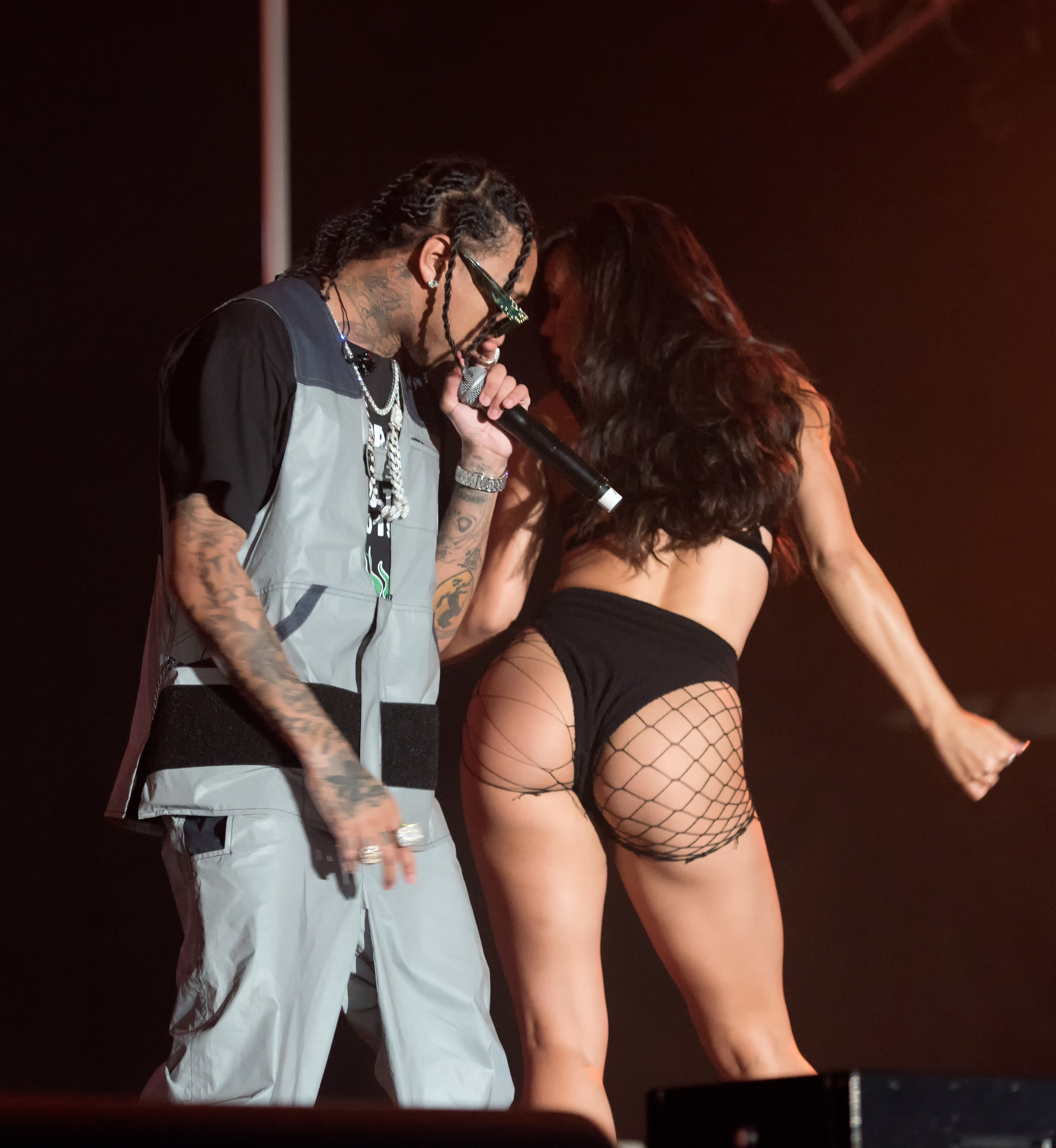
Tyga in concerto nel 2019.

Il 16 febbraio 2018, Tyga ha pubblicato il suo sesto album in studio, Kyoto. L'album è stato stroncato dalla critica e ha ottenuto scarso successo commerciale.
Il 16 maggio, Tyga ha pubblicato il singolo Taste con Offset del trio Migos. La canzone è stata un successo, diventando una delle più grandi canzoni di successo del 2018 e raggiungendo il numero 8 nella Billboard Hot 100 degli Stati Uniti. Ha segnato il primo ingresso del rapper sulla classifica Hot 100 in tre anni, da Ride Out nel 2015, ed è stata certificata otto volte disco di platino dalla Recording Industry Association of America (RIAA). La canzone è considerata il catalizzatore per il ritorno di Tyga ai riflettori della musica mainstream dopo quasi 5 anni di vendite scadenti e recensioni negative, essendo considerato il suo record di "ritorno".
Dopo il successo di Taste, Tyga ha pubblicato numerosi altri singoli nel corso del 2018, iniziando con Swish, che è stato certificato disco d'oro in patria, e successivamente ha rilasciato Dip con Nicki Minaj, che è stato certificato disco di platino.
Nel gennaio 2019, ha pubblicato i singoli Goddamn e Girls Have Fun, una collaborazione con i rapper Rich the Kid e G-Eazy. Nel mese di giugno, Tyga ha pubblicato il suo nuovo album Legendary seguito dal singolo Haute, una collaborazione con i colleghi Chris Brown e J Balvin.
Nel luglio 2020, Tyga ha collaborato con l'uomo d'affari Robert Earl per lanciare un marchio di cucine virtuali chiamato Tyga Bites, che utilizza le cucine dei ristoranti esistenti per produrre voci di menu di marca come ali di pollo disossate solo per il servizio di consegna.
Nel 2021 Tyga ha partecipato alla sesta stagione di The Masked Singer come "Dalmata". È stato il primo del girone B ad essere eliminato.

## Vita privata
Tyga ha incontrato Blac Chyna il 5 ottobre 2011 al The FAME Tour After Party con Chris Brown al King of Diamonds di Miami. Blac Chyna divenne la protagonista nel suo video musicale " Rack City ". Divennero una coppia ufficiale il 9 novembre 2011 e posarono per la copertina della rivista Urban Ink nel marzo 2012. Il 16 ottobre 2012 nacque il loro primo figlio King Cairo Stevenson; e Tyga acquistò una villa da 6,5 milioni di dollari a Calabasas, in California, per la sua nuova famiglia. Entrambi i genitori fecero un tatuaggio con il nome del figlio. Nel dicembre 2012, Blac Chyna ha confermato che lei e Tyga erano fidanzati. La coppia si è separata nel 2014.
Dopo mesi di speculazioni, Tyga ha finalmente confermato la sua relazione con la reality star Kylie Jenner. Tuttavia, questa relazione ha suscitato polemiche nei tabloid, a causa della differenza di età, e secondo quanto riferito risale a quando la Jenner aveva 16 anni. L'età legale del consenso nello stato della California è di 18. Lui e la Jenner sono stati fotografati la prima volta mano nella mano in Messico e divenne virale dopo il suo diciottesimo compleanno. La coppia si separò ad aprile 2017.
Nel 2015 è stata fatta trapelare una foto di nudo di Tyga online. La foto è stata presumibilmente inviata alla pornostar transessuale, Mia Isabella.
Tyga è amico intimo del cantante e collaboratore, Chris Brown. L'amicizia è iniziata quando Chris stava pensando di lasciare la musica a causa delle scarse vendite per il caso di violenza domestica con la cantante, Rihanna.
Nell'ottobre 2021, Tyga è stato arrestato per violenza domestica dopo aver deciso di consegnarsi volontariamente al dipartimento di polizia di Los Angeles, poi tornato in libertà in seguito al pagamento di una cauzione di 50mila dollari.
Nel 2023 ha una relazione per 4 mesi con la cantante canadese Avril Lavigne.

### Rapina
Nel giugno 2008, Tyga è stato derubato dei suoi gioielli da sconosciuti. Un paio di catene di diamanti finirono nelle mani del rapper locale 40 Glocc, che le ha mostrate in un video online. Tyga alla fine ammise la rapina, ma disse che 40 Glocc non aveva niente a che fare.

### Questioni legali

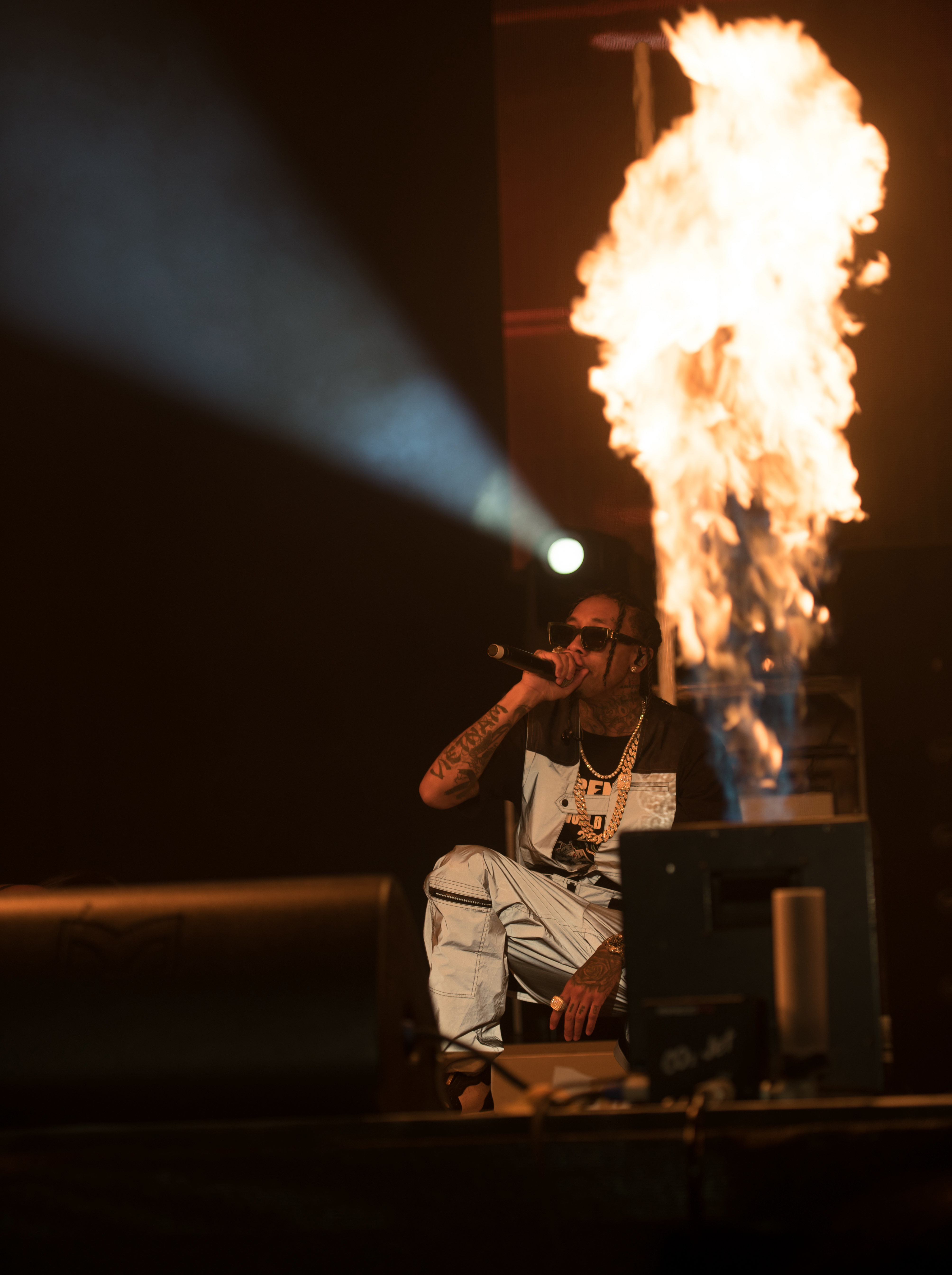
Tyga nel 2019.

Alla fine del 2012, Tyga è stato citato in giudizio da due donne che sono apparse nel video "Make It Nasty" per $10 milioni ciascuna; sostenevano di aver mostrato i loro capezzoli senza il loro consenso. Il 21 settembre 2013, un'altra donna del video ha citato in giudizio Tyga per molestia sessuale, frode, violazione della privacy e violazione emotiva. Sostiene, come le altre due donne che hanno fatto causa contro di lui, che è stata convinta a ballare in topless e ha assicurato che i suoi seni sarebbero stati censurati.
Il 4 settembre 2013, è stato riferito che Tyga era stato citato in giudizio dal gioielliere di Beverly Hills, Jason, per non aver pagato gioielli per circa 91.000 dollari. Jason sostiene che Tyga ha accettato di pagare $28.275 per l'orologio pantheon nel mese di agosto 2012 e che ha preso in prestito una catena di anelli cubani di $ 63.000 nel dicembre 2012 e non ha mai restituito l'oggetto, così ha citato Tyga per il costo di entrambi i pezzi, più le spese in ritardo, che ha totalizzato fino a $185.306,50 di danni, il doppio del costo totale originario. Tyga si ammalò prima dell'interrogatorio di questo debito e fu considerato non in grado di procedere. Inoltre non ha portato i documenti che avrebbe dovuto, tuttavia ha pagato $100.000 dei $200.000 dovuti al suo cliente.
Nel giugno 2015, un giudice ha ordinato a Tyga di pagare una transazione di $80.000 a un ex proprietario terriero, che ha affittato una casa al rapper nella città di Calabasas, in California. Fu la seconda sentenza nel caso, a seguito di una sentenza nel maggio 2015, in cui gli fu ordinato di pagare $90.000, anche se il debito non fu mai pagato. Nel settembre 2015, lo stato della California ha posto un vincolo fiscale a Tyga per $19.000 in tasse non pagate. Nel giorno del suo compleanno, gli è stata presentata una causa nel 2016.

## Discografia

### Album in studio

#### Da solista
- 2008 – No Introduction
- 2012 – Careless World: Rise of the Last King
- 2013 – Hotel California
- 2015 – The Gold Album: 18th Dynasty
- 2017 – BitchImTheShit2
- 2018 – Kyoto
- 2019 – Legendary
- 2025 – NSFW

#### In collaborazione
- 2015 – Fan of a Fan: The Album (con Chris Brown)

### Raccolte
- 2009 – We Are Young Money (con Young Money Entertainment)
- 2013 – Rich Gang (con la Rich Gang)
- 2014 – Young Money: Rise of an Empire (con Young Money Entertainment)

### Mixtape
- 2008 – Young on Probation (hosting di Dj Rush)
- 2008 – No Introduction – The Series: April 10 (hosting di DJ Nice e PDA)
- 2008 – No Introduction – The Series: May 10 (hosting di DJ Nice e PDA)
- 2008 – Slaughter House (hosting di DJ Nice & Legend)
- 2009 – The Free Album (hosting di Clinton Sparks)
- 2009 – Outraged and Underage (hosting di DJ Ill Will & DJ Rockstar)
- 2009 – The Potential
- 2009 – Black Thoughts (hosting di DJ Ill Will & DJ Rockstar)
- 2010 – Fan of a Fan (con Chris Brown) (hosting di DJ Ill Will & DJ Rockstar)
- 2010 – Well Done (hosting di DJ Drama)
- 2011 – Black Thoughts 2 (hosting di DJ Ill Will & DJ Rockstar)
- 2011 – Well Done 2
- 2011 – #BitchImTheShit
- 2012 – Well Done 3
- 2012 – 187
- 2013 – Well Done 4
- 2015 – Fuk Wat They Talkin Bout
- 2016 – Rawwest Nigga Alive
- 2017 – Bugatti Raww
- 2024 - TBA

### Singoli

#### Da solista
- 2007 – Diamond Life (feat. Patty Crash)
- 2008 – Coconut Juice (feat. Travie McCoy)
- 2009 – AIM
- 2009 – BedRock (Young Money feat. Lloyd)
- 2009 – Roger That (Young Money)
- 2010 – Deuces (feat. Chris Brown, Kevin McCall)
- 2010 – I'm On It (feat. Lil Wayne)
- 2011 – Far Away (feat. Chris Richardson)
- 2011 – Still Got It (feat. Drake)
- 2011 – Rack City
- 2011 – Lap Dance
- 2012 – Faded (feat. Lil Wayne)
- 2012 – Make It Nasty
- 2012 – Do My Dance (feat. 2 Chainz)
- 2012 – I'm Gone (feat. Big Sean)
- 2013 – Dope (feat. Rick Ross)
- 2013 – Molly (feat. Wiz Khalifa, Mally Mall)
- 2013 – For the Road (feat. Chris Brown)
- 2013 – Show You (feat. Future)
- 2013 – Throw It Up (feat. Mustard)
- 2013 – Wait for a Minute (feat. Justin Bieber)
- 2013 – Hijack (feat. 2 Chainz)
- 2013 – Switch Lanes (feat. The Game)
- 2014 – Young Kobe
- 2014 – Hookah (feat. Young Thug)
- 2014 – 40 Mill
- 2014 – Make It Work
- 2015 – Ayo (con Chris Brown)
- 2015 – Bitches N Marijuana (con Chris Brown feat. Schoolboy Q)
- 2015 – Ride Out (feat. Kid Ink, YG, Wale, Rich Homie Quan)
- 2015 – Hollywood Niggaz
- 2015 – Pleazer (feat. Lil Boosie)
- 2015 – Stimulated
- 2015 – Dope'd Up
- 2015 – Happy Birthday
- 2016 – Baller Alert (feat. 2 Chainz, Rick Ross)
- 2016 – Cash Money
- 2016 – Trap Pussy
- 2016 – Gucci Snakes (feat. Desiigner)
- 2016 – 1 of 1
- 2017 – Feel Me (feat. Kanye West)
- 2017 – 100's (feat. Chief Keef ed AE)
- 2017 – Act Ghetto (feat. Lil Wayne)
- 2017 – Eyes Closed
- 2017 – Playboy (feat. Vince Staples)
- 2017 – Flossin (feat. King)
- 2017 – Move to L.A. (feat. Ty Dolla Sign)
- 2017 – My Way
- 2017 – Boss Up
- 2017 – Temperature
- 2018 – Taste (feat. Offset)
- 2018 – Swish
- 2018 – Dip (feat. Nicki Minaj)
- 2018 – Swap Meet
- 2019 – Floss in the Bank
- 2019 – Girls Have Fun (feat. G-Eazy & Rich the Kid)
- 2019 – Goddamn
- 2019 – Haute (feat. J Balvin & Chris Brown)
- 2019 – Mamacita
- 2019 – Ayy Macarena
- 2020 – Freak (con Megan Thee Stallion)
- 2020 – Like It Is (con Kygo e Zara Larsson)
- 2020 – Bored in the House (con Curtis Roach)
- 2020 – Vacation
- 2020 – Ibiza
- 2020 – Vida loca (con i Black Eyed Peas e Nicky Jam)
- 2020 – Money Mouf
- 2020 – Krabby Step (con Swae Lee e Lil Mosey)
- 2021 – Sip It (con Iggy Azalea)
- 2021 – Splash (feat. Moneybagg Yo)
- 2021 – Mrs. Bubblegum
- 2022 – Freaky Deaky (con Doja Cat)
- 2022 – Sheikh Talk
- 2022 – Ay Caramba
- 2022 – Sunshine (feat. Jhené Aiko e Pop Smoke)
- 2022 – Fantastic
- 2022 – Booty Dancer
- 2022 – Nasty (con Chris Brown)
- 2023 – Day One
- 2023 – West Coast Weekend (con YG e Blxst)
- 2023 – Platinum (con YG)
- 2023 – Birthday (con Saweetie e YG)
- 2023 – Party T1m3 (con YG)
- 2023 – Soak City (con 310babii e Blueface feat. Mustard, OhGeesy e BlueBucksClan)
- 2023 – Bops Goin Brazy
- 2023 – Brand New (con YG e Lil Wayne)
- 2024 – Sensei
- 2024 – Hello B*tch
- 2024 – Uh Huh (con 310babii)
- 2024 – No Question (con Sabrina Claudio)

#### In collaborazione
- 2010 – Loyalty (Birdman feat. Tyga, Lil Wayne)
- 2010 – Heavy (CJ Hilton feat. Fat Joe & Tyga)
- 2011 – Popular (Trai'D feat. Tyga)
- 2011 – Be Quiet (Soulja Boy feat. Tyga)
- 2011 – Keisha (Jawan Harris feat. Tyga)
- 2011 – Burn Me Down (Gilbere Forte feat. Tyga & Raak)
- 2012 – Ayy Ladies (Travis Porter ft Tyga)
- 2012 – Snithces Ain't (YG feat. Tyga, Snoop Dogg, Nipsey Hussle)
- 2012 – Get Low (Waka Flocka Flame feat. Tyga, Nicki Minaj, Flo Rida)
- 2012 – Shake That Jelly (Billy Wes feat. Tyga)
- 2012 – I Love Girls (Pleasure P feat. Tyga)
- 2012 – Get Her Tho (D-Lo feat. Tyga)
- 2012 – Live It Up (Tulisa feat. Tyga)
- 2012 – Gold (Neon Hitch feat. Tyga)
- 2012 – Joy & Pain (Chris Richardson feat. Tyga)
- 2012 – Celebration (The Game feat. Tyga, Chris Brown, Wiz Khalifa, Lil Wayne)
- 2012 – AKUP (LoveRance feat. Tyga & Problem)
- 2013 – So Many Girls (DJ Drama feat. Tyga, Wale, Roscoe Dash)
- 2013 – Reason To Hate (DJ Felli Fel feat. Tyga, Wiz Khalifa, Ne-Yo)
- 2013 – Bubble Butt (Major Lazer feat. Tyga, Bruno Mars, Mystic)
- 2013 – Iz You Down (Kid Ink feat. Tyga)
- 2014 – Loyal (Chris Brown feat. Tyga, Lil Wayne)
- 2014 – Lemonade (Danity Kane feat. Tyga)
- 2014 – Bend Ova (Lil Jon feat. Tyga)
- 2014 – Collide (Justine Skye feat. Tyga)
- 2014 – Now & Later (Chief Keef feat. Tyga)
- 2014 – Senile (Young Money, Tyga, Nicki Minaj, Lil Wayne)
- 2014 – Bubblegum (Jason Derulo feat. Tyga)
- 2014 – Work for It (Poo Bear feat. Tyga)
- 2015 – Do It Again (Pia Mia feat. Tyga, Chris Brown)
- 2015 – 100 (Travis Barker feat. Tyga, Ty Dolla $ign, Kid Ink, Iamsu!)
- 2015 – I Might Go Lesbian (Manika feat. Tyga)
- 2015 – Like Mariah (Fifth Harmony feat. Tyga)
- 2016 – Numb (G-Eazy feat. Tyga, Jessie J)
- 2018 – Kream (Iggy Azalea feat. Tyga)
- 2018 – Spray (Sneakk feat. Tyga & YG)
- 2019 – Low Key (Ally Brooke feat. Tyga)
- 2019 – Light It Up (Marshmello feat. Tyga & Chris Brown)
- 2019 – Go Loko (YG feat. Tyga & Jon Z)
- 2019 – Broke Leg (Tory Lanez feat. Quavo & Tyga)
- 2019 – Loco contigo (DJ Snake e J Balvin feat. Tyga)
- 2019 – Juicy (Doja Cat feat. Tyga)
- 2020 – Still Be Friends (G-Eazy feat. Tory Lanez & Tyga)
- 2020 – Contact (Wiz Khalifa feat. Tyga)
- 2020 – Fuego Del Calor (Scott Storch feat. Ozuna & Tyga)
- 2020 – California (Usher feat. Tyga)
- 2020 – Desce Pro Play (Pa Pa Pa) (MC Zaac feat. Anitta & Tyga)
- 2020 – Money Now (Kyle feat. Tyga & Johnny Yukon)
- 2020 – Trap Pea (El Alfa feat. Tyga)
- 2020 – Sweet & Sour (Jawsh 685 feat. Lauv & Tyga)
- 2020 – Dennis Rodman (ASAP Ferg feat. Tyga)
- 2021 – Chosen (Blxst feat. Tyga & Ty Dolla Sign)
- 2023 – Main One (Mario & Lil Wayne feat. Tyga)
- 2023 – Drop Top Sleigh Ride (Cher feat. Tyga)

## Tournée
- 2015 – Between The Sheets Tour (con Chris Brown e Trey Songz)

## Filmografia

### Cinema
- Dope - Follia e riscatto, regia di Rick Famuyiwa (2015)
- La bottega del barbiere 3, regia di Malcolm D. Lee (2016)
- Boo! A Madea Halloween, regia di Tyler Perry (2016)
- C'era una volta a Los Angeles (Once Upon a Time in Venice), regia di Mark Cullen e Robb Cullen (2017)
- Chris Brown: Welcome to My Life, regia di Andrew Sandler (2017)

### Televisione
- Al passo con i Kardashian – programma televisivo (2015-2017)
- Scream – serie TV (2019)

## Doppiatori italiani
Nelle versioni in italiano delle opere in cui ha recitato, Tyga è stata doppiata da:
- Luca Mannocci in C'era una volta a Los Angeles

## Riconoscimenti
| Anno | Premi                   | Categoria                            | Canzone                                                | Risultato |
| ---- | ----------------------- | ------------------------------------ | ------------------------------------------------------ | --------- |
| 2011 | Grammy Awards           | Best Rap / Sung Collaboration        | " Deuces " (con Chris Brown e Kevin McCall)            | Nominato  |
| 2011 | Premi BET               | Migliore collaborazione              | " Deuces " (con Chris Brown e Kevin McCall)            | Nominato  |
| 2012 | Premi BET               | Migliore collaborazione              | " The Motto " (con Drake e Lil Wayne)                  | Nominato  |
| 2012 | Premi BET               | Scelta degli spettatori di Coca-Cola | " The Motto " (con Drake e Lil Wayne)                  | Nominato  |
| 2012 | BET Hip Hop Awards      | Il Perfect Combo Award di Reese      | " The Motto " (con Drake e Lil Wayne)                  | Nominato  |
| 2012 | BET Hip Hop Awards      | Miglior Club Banger                  | " The Motto " (con Drake e Lil Wayne)                  | Nominato  |
| 2012 | MuchMusic Video Award   | Video Hip-Hop di MuchVIBE dell'anno  | " The Motto " (con Drake e Lil Wayne)                  | Vinto     |
| 2012 | MTV Europe Music Awards | Miglior atto degli Stati Uniti       | Lui stesso                                             | Nominato  |
| 2012 | American Music Award    | Artista rap / hip-hop preferito      | Lui stesso                                             | Nominato  |
| 2014 | World Music Awards      | Miglior artista maschile del mondo   | Lui stesso                                             | Nominato  |
| 2014 | World Music Awards      | Il miglior live act del mondo        | Lui stesso                                             | Nominato  |
| 2014 | World Music Awards      | Il miglior intrattenitore dell'anno  | Lui stesso                                             | Nominato  |
| 2014 | World Music Awards      | La migliore canzone del mondo        | " Bubble Butt " (con Major Lazer, Bruno Mars e Mystic) | Nominato  |
| 2014 | World Music Awards      | Il miglior video del mondo           | " Bubble Butt " (con Major Lazer, Bruno Mars e Mystic) | Nominato  |
| 2014 | World Music Awards      | La migliore canzone del mondo        | " Wait a Minute " (con Justin Bieber)                  | Nominato  |
| 2014 | World Music Awards      | Il miglior video del mondo           | " Wait a Minute " (con Justin Bieber)                  | Nominato  |
| 2014 | World Music Awards      | Il miglior album del mondo           | Hotel California                                       | Nominato  |
| 2014 | World Music Awards      | La migliore canzone del mondo        | " Loyal " (con Chris Brown e Lil Wayne)                | Nominato  |
| 2014 | World Music Awards      | Il miglior video del mondo           | " Loyal " (con Chris Brown e Lil Wayne)                | Nominato  |